# Мария Шварцбург-Рудольштадтская
Мария Каролина Августа Шварцбург-Рудольштадтская (нем. Marie Karoline Auguste von Schwarzburg-Rudolstadt; 29 января 1850, Рабен-Штейнфельд — 22 апреля 1922, Гаага) — принцесса из рода Шварцбургов, в браке — герцогиня Мекленбург-Шверинская. Мать Хендрика — принца-консорта Нидерландов, супруга королевы Вильгельмины и отца королевы Юлианы.

## Биография
Принцесса Мария — дочь принца Адольфа Шварцбург-Рудольштадтского, сына принца Карла Гюнтера Шварцбург-Рудольштадтского и Луизы Ульрики Гессен-Гомбургской, внука князя Фридриха Карла. Мать — Матильда Шёнбург-Вальденбургская.
Мария Шварцбург-Рудольштадтская вышла замуж 4 июля 1868 года за великого герцога Мекленбург-Шверинского Фридриха Франца II, которому на момент свадьбы было 45 лет. Мария стала его третьей женой, после смерти Анны Гессен-Дармштадтской, его второй жены. Супруги приходились друг другу братом и сестрой в четвёртом и пятом колене, их общими предками были ландграфы Гессен-Дармштадские Людвиг VIII и Людвиг IX. Великогерцогская чета имела четырёх детей:
- Елизавета Александрина (1869—1955) — после брака, Великая герцогиня Ольденбургская.
- Фридрих Вильгельм (1871—1897)
- Адольф Фридрих (1873—1969)
- Генрих (1876—1934) — принц-консорт Нидерландов.

Принцесса умерла в Гааге, где находилась в гостях у своего сына по случаю его дня рождения. Её останки были перевезены в Германию и захоронены в Шверинском соборе.

## Титулы
- 29 января 1850 — 4 июля 1868: Её Светлость Принцесса Мария Шварцбург-Рудольштадтская
- 4 июля 1868 — 15 апреля 1883: Её Королевское Высочество Великая герцогиня Мекленбург-Шверинская
- 15 апреля 1883 — 22 апреля 1922: Её Королевское Высочество Вдовствующая Великая герцогиня Мекленбург-Шверинская